# أمبير هولكومب
أمبير هولكومب (بالإنجليزية: Amber Holcomb)‏ هي مغنية أمريكية، ولدت في 17 مارس 1994 في هيوستن في الولايات المتحدة.

## وصلات خارجية
- أمبير هولكومب على موقع IMDb (الإنجليزية)
- أمبير هولكومب على موقع ميوزك برينز (الإنجليزية)